# Richard Bartle
Richard Allan Bartle (Ripon, Inglaterra; 10 de enero de 1960) es un escritor inglés conocido por ser el cocreador del llamado MUD, que traducido del inglés significa «Dominios multiusuario» y que es un videojuego de rol en línea que es ejecutado por un servidor. También es autor del libro llamado Diseñando mundos virtuales, siendo uno de los pioneros en el diseño de la industria de juegos en línea y multijugador.
También es conocido por la creación de la llamada «taxonomía de Bartle», que es una clasificación de los diferentes jugadores —gamers— en los videojuegos.

## Biografía
En 1987 creó junto con Roy Trubshaw el llamado MUD —que pasaría a llamarse MUD 1— y conocido como MUD 2 en su actual versión, dándolo a conocer durante una conferencia en Essex. Sin embargo, fue en 1978 cuando él y su compañero crearon el sistema.
En 2003 escribió el libro Diseñando mundos virtuales, libro que trata sobre el mundo virtual y las relaciones entre este y los diferentes jugadores.
Hace unos años volvió a la Universidad al Departamento de Computación y Sistemas Electrónicos como supervisor de diferentes clases y cursos para el diseño y desarrollo de videojuegos.

## Premios
- En 2005 premio Game Developers Choice Awards por formar parte de la creación del MUD.